# جوزيف فورت
جوزيف فورت (بالإنجليزية: Joseph Forte)‏ مواليد 23 مارس 1981 في أتلانتا، هو لاعب كرة سلة أمريكي. بدأ مسيرته الاحترافية في سنة 2001. تم اختياره من قبل فريق بوسطن سيلتكس خلال الدرافت. يحمل الرقم 40. يبلغ طوله 6 قدم 3 بوصة (1.9 م).

## المسيرة الاحترافية
لعب مع بوسطن سيلتكس في موسم 2001–2002، ثم لعب مع سياتل سوبرسونيكس في موسم 2002–2003، ثم لعب مع منز سانا 1871 باسكت في موسم 2006–2007، ثم لعب مع فورتيتودو بولونيا في الدوري الإيطالي في سنة 2008، ثم لعب مع أماتوري أوديني في موسم 2008–2009، ثم لعب مع بستويا باسكت 2000 في سنة 2011.

## روابط خارجية
- جوزيف فورت على موقع الدوري الأوروبي لكرة السلة (الإنجليزية)
- جوزيف فورت على موقع إن بي أي (الإنجليزية)
- جوزيف فورت على موقع سبورتس رفرنس (الإنجليزية)
- جوزيف فورت على موقع كرة السلة الأوروبية.كوم (الإنجليزية)
- جوزيف فورت على موقع كلية كرة السلة في سبورتس رفرنس.كوم (الإنجليزية)
- جوزيف فورت على موقع ريلجم (الإنجليزية)
- جوزيف فورت على موقع بروبوليرز (الإنجليزية)
- جوزيف فورت على موقع سبورتس رفرنس (الإنجليزية)
- جوزيف فورت على موقع سبورتس رفرنس (الإنجليزية)